# FALENO
FALENO（ファレノ）は、日本のアダルトビデオメーカー。メインブランドとしてFALENO、DAHLIA、FALENOGROUPの3つ、及び一般向けバラエティ番組として「聖ファレノ女学院」が展開されている。

## 概要
配信特化型 次世代AVメーカーとして2018年12月創業。当初はU-NEXT配信限定作品としてリリース（現在はU-NEXT配信は取りやめている）。AVに捕らわれずバラエティ番組も製作する。2019年10月より制作AVに関してはDVDも発売。こちらはソフト・オン・デマンドの流通網を使用する（ただし配信から約1か月遅れとなっており、配信のみの作品も存在する）。
アダルトビデオ配信は2019年2月より開始され、3か月連続専属新人デビューというスタートであった。全作品監督名原則非公開（『春風ひかる×カンパニー松尾ハメ撮り 恥ずかしい19才』など一部作品はタイトルに監督名が入っている）であったが、2021年1月DVD販売作より解禁。
設立経緯を広報の杉沢はセルビデオ市場の飽和化で新しい供給体系を考えた結果とし、原則サブスクリプション視聴という環境の中で多様性ある企画が実現できるなど特徴を挙げている。違法アップロードもされにくいという。一方で視聴のハードルが低い代わりに、視聴維持率が低いことを2020年時点の課題として挙げている。
創業当初、ALL GROUPがフルスタックサポートという位置づけで関わっていると公式サイトで公表していた。2023年8月の時点でその記載は削除されている。
審査機関は概ね日本コンテンツ審査センター（JCRC）であるが、友田、小野など女優によって日本映像ソフト制作・販売倫理機構（JVPS）が担当する。
2022年9月、三葉ちはるデビュー作『「私を、見つけてください」新人 24歳 三葉ちはる AV DEBUT』がFALENOレーベルで初めてHELLO ERO（Amazon）先行配信となった（HELLO ERO＝9月14日配信開始、U-NEXT＝9月28日配信開始、DVD＝10月6日発売）。
2024年2月17日、東京・渋谷のライブハウス「duo MUSIC EXCHANGE」で設立5周年を祝うセクシー女優イベント「FALENO FES」を開催。総勢19名の女優、2名の男優が集った。
2025年6月には「FALENO FES 2025」を開催した。

### 制作番組
- 今日だけ、AV女優を辞めます。[10]
- 聖ファレノ女学院

## FALENO
メインブランド。2023年9月の時点で「FALENO Star」「FALENO」「maryGOLD」の3ブランドを展開している。
2020年8月3日、小学館「週刊ポスト」8月21日号にて「ファレノALLSTARS HEAVEN」と題し、専属女優7人（天川そら、有坂真宵、二階堂夢、橋本ありな、美乃すずめ、桃尻かなめ、吉高寧々）が一堂に揃ったヌードグラビアを掲載。
同年11月、「FALENO」の単語が週刊プレイボーイ選定・2020年AV流行語大賞第5位に選ばれる。
2024年1月に東京スポーツ紙上で行われた天使もえ、三葉ちはる、茉城まみによるFALENO5周年インタビューによれば、一般的にはメーカープロデューサーの提示で作品内容が決まるものの、前述のようにサブスクリプリション前提という観点（すべてがホームラン狙いでなく、全体でプラスになればよい）から、女優側の希望も最大限叶える方針を示しているという。具体例として三葉は実体験を活かした作品、茉城は好きな漫画のシチュエーションのオマージュ、天使は寝起きに悶々したエロかった夢の再現を企画提案し作品として昇華した。一方で天使は「2年過ぎたあたりからプロデューサーさんが遊び始めて…結構ぶっ飛んだやつもあった」と面白要素に寄せた奔放な作品もあることを述懐している。天使は「私は100本以上出てるからたまにはそういうのも楽しい」とのこと。
集英社『週刊プレイボーイ』では山下紗和のデビュー作が、2024年のFALENOで一番売れた作品であったと報道した。

## DAHLIA
DAHLIAは、2021年3月より始まった美淑女限定のレーベル。
DAHLIA専属女優の展開が行われている他、美乃すずめなどFALENOからDAHLIAへ移籍専属するケースも存在する。

## FALENO GROUP
バラエティ系ブランド「FALENO TUBE」を中心とした複数のブランド展開を統合する企画系メーカーとして2020年5月より公式サイト展開を開始。同時に素人CLOVER、即席シロウトの2ブランドが新たにリリースを開始した。
以降ブランドは増加を続けており、2022年5月からは企画単体のブランドが追加されている。

### レーベル
- FALENO TUBE ※企画レーベル
- 即席シロウト ※企画レーベル
- 素人CLOVER ※企画レーベル[15]
- maryGOLD byFALENO[16] ※単体レーベル。2023年現在はFALENO内のブランドとして展開
- BOTAN ※企画単体レーベル
- ノースキンズ ※企画単体レーベル
- BonキュンBon ※企画単体レーベル
- カミパイ ※企画単体レーベル
- VERONICA ※企画レーベル

## 専属女優

### FALENO star専属
日付は配信開始日を基準とする。
- 吉高寧々（2020/02/23 - ）[17]
- 時田亜美（2021/11/24 - ）
- 藤井蘭々（2023/03/31 - ）
- 楠エリサ（2023/08/09 - ）
- 深田えいみ（2023/09/13 - ）
- 八蜜凛（2023/09/20 - ）
- 森あやみ（2023/12/16 - ）
- 臼井リカ（2024/01/01 - ）
- 御園もも（2024/02/07 - ）
- 吉沢梨亜（2024/02/07 - ）
- 与田りん（2024/08/22 - ）
- 降矢あすか（2024/09/12 - ）
- 小沢菜穂（2024/09/12 - ）
- 絵恋空（2024/09/12 - ）
- 女神ジュン（2024/10/10 - ）
- つばさ舞（2024/10/11 - ）
- 山下紗和（2024/11/07 - ）
- 由衣陽菜（2024/12/12 - ）
- 浜辺やよい（2025/03/01 - ）
- 姉宮れいあ（2025/03/03 - ）
- 浅野心愛（2025/05/21 - ）
- 宮野桜（2025/06/01 - ）

### DAHLIA専属
日付は配信開始日を基準とする（FALENO star時期含む）。
- 美乃すずめ（2019/10/25 - ）※FALENO starから移籍
- 富永葵（2022/01/24 - ）
- 徳永しおり（2022/05/16 - ）
- 花宮えま（2022/09/25 - ）
- 柊木里音（2023/03/03 - ）
- 入田真綾（2023/02/01 - ）※2023/04/14にFALENO starから移籍。
- 聖ひばり（2023/06/05 - ）
- 蒼山愛奈（2023/06/06 - ）
- 西園寺うた（2024/01/02 - ）
- 黒木奈美（2024/1/10 - ）
- 小野夕子（2019/12/24 - 2020/05/19、2021/04/17 - ）
  - ※2024/02/29にFALENO starから移籍。
- 林ゆな（2024/02/23 - ）
- 神谷咲良（2024/06/08 - ）
- 三葉ちはる（2022/09/28 - ）※2025/04/03にFALENO starから移籍。
- 角奈保（2025/03/15 - ）
- 善場まみ（2023/05/07 - ）※2025/06/03にFALENO starから移籍。旧芸名は茉城まみ。2024年5月に事務所移籍に伴い改名[18]。

### 過去の専属女優
- 春風ひかる（2019/02/15 - 11/15）
- 神代にな（2019/04/12 - 07/19）
- 佐藤ゆか（2019/03/15 - 10/29）
- 生田みなみ（2019/09/06 - 2020/09/14）
- 高嶋めいみ（2019/12/30 - 2020/07/29）
- 東條なつ（2020/02/02 - 12/10）
- 本郷愛（2020/03/06 - 2023/02/26）
- 天使もえ（2020/04/09 - 2025/06/01）[17]
- 橋本ありな（2020/04/23 - 2022/07/07）[17]
- 月乃さくら（2020/05/01 - 2021/02/13）
- 杏羽かれん（2020/05/03 - 09/18）
- 有坂真宵（2020/05/16 - 2021/09/30）
- 桃尻かなめ（2020/05/30 - 2023/04/19）
- 椎名そら（2020/05/31 - 2021/07/16）
- 天川そら（2020/06/03 - 2021/11/30）
- 七海ティナ（2020/07/25 - 2021/12/07）
- 沙月恵奈（2020/09/29 - 2021/10/05）
- 河南実里（2020/09/30 - 2021/10/26
- 神木サラ（2020/10/14 - 2021/06/08）
- 白坂有以（2020/11/13 - 2021/09/02）
- 川北メイサ（2020/12/12 - 2021/12/28）
- 三浦乃愛（2021/01/31 - 10/29）
- 本田もも（2021/02/07 - 2022/07/25）
- 東凛（2021/03/28 - 11/22）
- 我妻里帆（2021/03/31 - 08/26）
- 吉岡ひより（2021/04/10 - 12/04）
- 永瀬みなも（2021/04/18 - 12/09）
- 夏木りん（2021/04/29 - 2022/09/17）
- 天国るる（2021/08/17 - 2022/05/10）
- 堀沢茉由（2021/09/26 - 2022/04/14）
- 穂高結花（2021/09/29 - 2023/05/18）
- 戸田真琴（2022/01/07 - 12/05）
- 望実れい（2022/03/17 - 08/12）
- 月見伊織（2022/03/30 - 08/23）
- 橘京花（2022/03/31 - 2023/02/20）
- 逢月ひまり（2022/04/26 - 11/30）
- 並木ゆの（2022/04/29 - 08/25）
- 綿貫こよみ（2022/07/09 - 12/08）
- 水川潤（2022/08/17 - 2024/01/30）
- 杏奈（2022/02/23 - 07/23）
- いちか先生（2022/06/20 - 2023/09/22）
- 神木蘭（2022/08/10 - 2023/08/22）
- 芦名ほのか（2022/08/27 - 2023/08/29）
- 二之宮りえな（2022/09/22 - 2023/01/26）
- 山田華（2022/09/30 -11/29）
- 菜月ひかる（2022/11/10 - 2023/02/08）
- 桜木美音（2023/03/06 - 10/01）
- 絵麗奈（2023/03/31 - 11/27）
- 田中レモン（楓カレン）（2023/04/26 - 08/03）
- 友田彩也香（2019/12/20 - 2024/01/24）
  - ※2021/02/22までは「FALENO star」、03/08以降は「DAHLIA」専属。
- 五十嵐なつ（2021/12/23 - 2024/02/22）
- 松下りこ（2024/06/06 - 2024/10/10）
- 永野鈴（2023/10/17 - 2024/09/26）
- 月見若葉（2024/03/10 - 2024/10/24）
- 紺野るり（2024/03/10 - 2024/06/06）
- 雛乃ゆな（2024/04/06 - 2025/01/06）
- 峰玲子（2024/1/19 - 2025/2/20）